# Hey Jude (Album)
Hey Jude ist das 19. in den USA veröffentlichte Album der britischen Band The Beatles. Das Kompilationsalbum erschien am 26. Februar 1970. Es ist das 17. Album der Beatles, das von Capitol Records vertrieben wurde. Hey Jude wurde am 27. Februar 1970 in Deutschland veröffentlicht, hier war es deren 16. Album. Erst am 11. Mai 1979 erschien das Album aufgrund der großen Popularität auch in Großbritannien.

## Entstehung
Die Auswahl der Lieder für das Album Hey Jude erfolgte nicht durch das Label Capitol Records, sondern ging auf eine Initiative von Allen Klein zurück. Klein hatte 1969 als neuer Manager der Beatles einen lukrativeren Plattenvertrag für die Gruppe ausgehandelt. Nun sah er in einer weiteren Albumveröffentlichung die Möglichkeit, finanziell von diesem neuen Vertrag zu profitieren. Die eigentliche Aufgabe der Zusammenstellung von Liedern für ein Album überließ Klein seinem Mitarbeiter Allan Steckler. Steckler wählte Lieder, die bis dato nicht auf einem in den USA veröffentlichten Album von Capitol Records erschienen waren. Seine Auswahl enthielt dabei mehr Material aus den späteren Jahren der Beatles. Das Fehlen der Lieder auf den Capitol-Alben war zum einen darin begründet, dass die Beatles zumeist keine Titel aus veröffentlichten Alben nachträglich als Single auskoppelten, zum anderen – im Fall von I Should Have Known Better und Can’t Buy Me Love – darin, dass die Rechte dieser Lieder zunächst noch bei United Artists lagen. Steckler verzichtete auf die Lieder A Hard Day’s Night, das 1964 von Capitol Records als Single und von United Artists auf dem Soundtrack-Album veröffentlicht worden war, I’m Down, die B-Seite der Single Help!, und The Inner Light, die B-Seite der Single Lady Madonna. Außen vor blieben außerdem From Me to You, Misery und There’s a Place, die alle erstmals in den USA auf dem Label Vee-Jay Records erschienen waren, sowie Sie liebt dich (deutschsprachige Version von She Loves You) und die Singleversion von Get Back.
Zunehmend unzufrieden mit der Arbeit von Capitol Records bei der Vermarktung von Produkten der Beatles, übernahm Apple Records eine aktivere Rolle bei der Werbung für das kommende Album. Steckler verzichtete zudem darauf, die Capitol-Studios mit dem Mastering der Bänder zu beauftragen, und wählte stattdessen die Bell Sound Recording Studios in New York, wo Sam Feldman das Masterband erstellte.
Ursprünglich war geplant, das Album unter dem Titel The Beatles Again auf den Markt zu bringen. Kurz vor der Veröffentlichung änderte man den Titel zu Hey Jude, in der Hoffnung, vom großen Erfolg der gleichnamigen Single zu profitieren. Die Namensänderung erfolgte so kurzfristig, dass bereits eine Anzahl von Schallplatten und Audiokassetten mit einem Label versehen worden waren, das den alten Namen trug. Schallplatten und entsprechende Audiokassetten unter dem alten Namen gelangten in den Handel.
Das Album wurde ausschließlich in einer Stereoversion veröffentlicht. Für die Veröffentlichung des Albums wurden von George Martin für die Lieder Lady Madonna und Rain am 2. Dezember sowie Hey Jude und Revolution am 5. Dezember 1969 in den Abbey Road Studios Stereoabmischungen hergestellt.
Eine Monoversion von Hey Jude wurde in Brasilien veröffentlicht, die allerdings nur eine heruntergemischte Stereoversion war und keine eigene, separate Monoversion.
Die erste deutsche Ausgabe, die am 27. Februar 1970 erschien, enthielt einen Mono-Mix von Paperback Writer. Am 20. März 1970 wurde ein zweiter Schnitt angefertigt, der nun wie beim US-Original die Stereoversion dieses Songs enthielt.
In Großbritannien wurde das Album im März 1970 für den Export hergestellt (Katalognummer: CPCS-106).
In Spanien wurde bei der Veröffentlichung des Albums im Jahr 1970, das dort den Titel Beatles Again trug, auf das Lied The Ballad of John and Yoko verzichtet, sodass die zweite Seite des Albums lediglich drei Lieder enthielt.
Das Album Hey Jude erreichte im März 1970 den zweiten Platz der US-amerikanischen Charts, wo es vier Wochen verblieb. Im Dezember 1991 wurde das Album in den USA mit Multi-Platin für drei Millionen verkaufter Exemplare ausgezeichnet.

## Covergestaltung
Die Fotos, die auf der Vorder- und Rückseite des Albumcovers zu sehen sind, entstanden bei den letzten gemeinsamen Fotoaufnahmen der Beatles am 22. August 1969 auf dem damals neu von John Lennon erworbenen Anwesen Tittenhurst Park. Der Fotograf war Ethan Russell, künstlerischer Leiter war John Kosh. Angeblich war zuerst das Foto auf der Rückseite für das Frontcover vorgesehen. Wie bereits bei Abbey Road wurde auf dem Cover weder der Bandname noch der Albumtitel genannt.

## Titelliste
Seite 1
| Nr. | Lied                       | Autor            | Leadgesang | Länge |
| --- | -------------------------- | ---------------- | ---------- | ----- |
| 01  | Can’t Buy Me Love          | Lennon/McCartney | McCartney  | 2:19  |
| 02  | I Should Have Known Better | Lennon/McCartney | Lennon     | 2:39  |
| 03  | Paperback Writer           | Lennon/McCartney | McCartney  | 2:14  |
| 04  | Rain                       | Lennon/McCartney | Lennon     | 2:58  |
| 05  | Lady Madonna               | Lennon/McCartney | McCartney  | 2:14  |
| 06  | Revolution                 | Lennon/McCartney | Lennon     | 3:21  |

Seite 2
| Nr. | Lied                        | Autor            | Leadgesang | Länge |
| --- | --------------------------- | ---------------- | ---------- | ----- |
| 07  | Hey Jude                    | Lennon/McCartney | McCartney  | 7:06  |
| 08  | Old Brown Shoe              | Harrison         | Harrison   | 3:16  |
| 09  | Don’t Let Me Down           | Lennon/McCartney | Lennon     | 3:30  |
| 10  | The Ballad of John and Yoko | Lennon/McCartney | Lennon     | 2:55  |

## Wiederveröffentlichung
Als CD war das Album bis 2014 nicht verfügbar; alle Lieder des Albums sind auch auf den Alben A Hard Day’s Night und Past Masters zu finden. Eine Veröffentlichung auf CD erfolgte im Januar 2014. Das Album ist Teil der Sammelbox The U.S. Albums, aber auch separat erhältlich. Für die Alben der The U.S. Albums Box wurden die im September 2009 veröffentlichten remasterten britischen Stereobänder verwendet. Das Album ist seit dem 17. Januar 2014 als Download bei iTunes erhältlich.

## Kommerzieller Erfolg

### Chartplatzierungen
| ChartsChartplatzierungen       | Höchstplatzierung | Wochen |
| ------------------------------ | ----------------- | ------ |
| Vereinigte Staaten (Billboard) | 2 (36 Wo.)        | 36     |

### Auszeichnungen für Musikverkäufe
| Land/Region               | Auszeichnungen für Musikverkäufe (Land/Region, Auszeichnung, Verkäufe) | Verkäufe  |
| ------------------------- | ---------------------------------------------------------------------- | --------- |
| Kanada (MC)               | 4× Platin                                                              | 400.000   |
| Vereinigte Staaten (RIAA) | 3× Platin                                                              | 3.750.000 |
| Insgesamt                 | 7× Platin ·                                                            | 4.150.000 |

Hauptartikel: The Beatles/Auszeichnungen für Musikverkäufe